# الجامعة البابوية في شلمنقة
الجامعة البابوية في شَلمنقة (UPSA) (بالإسبانية: Universidad Pontificia de Salamanca)‏ هي جامعة كاثوليكية إسبانية ذات طابع خاص، أُسِّسَت عام 1940. ويقع مقر الجامعة في مدينة شلمنقة بمنطقة قشتالة وليون، إضافة إلى وجود حرم جامعي آخر لها في مدريد. وبوصفها جامعة كاثوليكية، فإن غايتها هي ضمان والتأكيد على الوجود المسيحي في المُحيط الجامعي بطريقة مؤسسية أمام المشكلات الثقافية الكبيرة التي يواجها المجتمع. وتضم الجامعة 6194 طالب وطالبة.

## التاريخ
استبعدت الحكومات الليبرالية في القرن التاسع عشر دراسات اللاهوت والقانون الكنسي من جامعة شَلمنقة. فقرر بيوس الثاني عشر في عام 1940، إنشاء جانعة جديدة لاستعادة هاتين الكليتين في نفس المديمة، ومنحها الصفة البابوية. وبهذه الطريقة، وجدت الجامعة البابوية في شَلمنقة. وجاء مرسوم التشييد بتاريخ 25 سبتمبر عام 1940 بناء على طلب صريح من الأساقفة الإسبان، وباهتمام شخصي من الكاردينال بلا إيه دينييل لاستعادة العلوم الكنسية في شَلمنقة، التي تمت إزاحتها تدريجيًا وحذفها لاحقًا وبشكل دائم من جامعات إسبانيا عام 1852. وبهذه الطريقة، وبعد عدة محاولات لاستعادة ما سبق، عادت الدراسات الكنسية إلى شَلمنقة.

## معرض صور

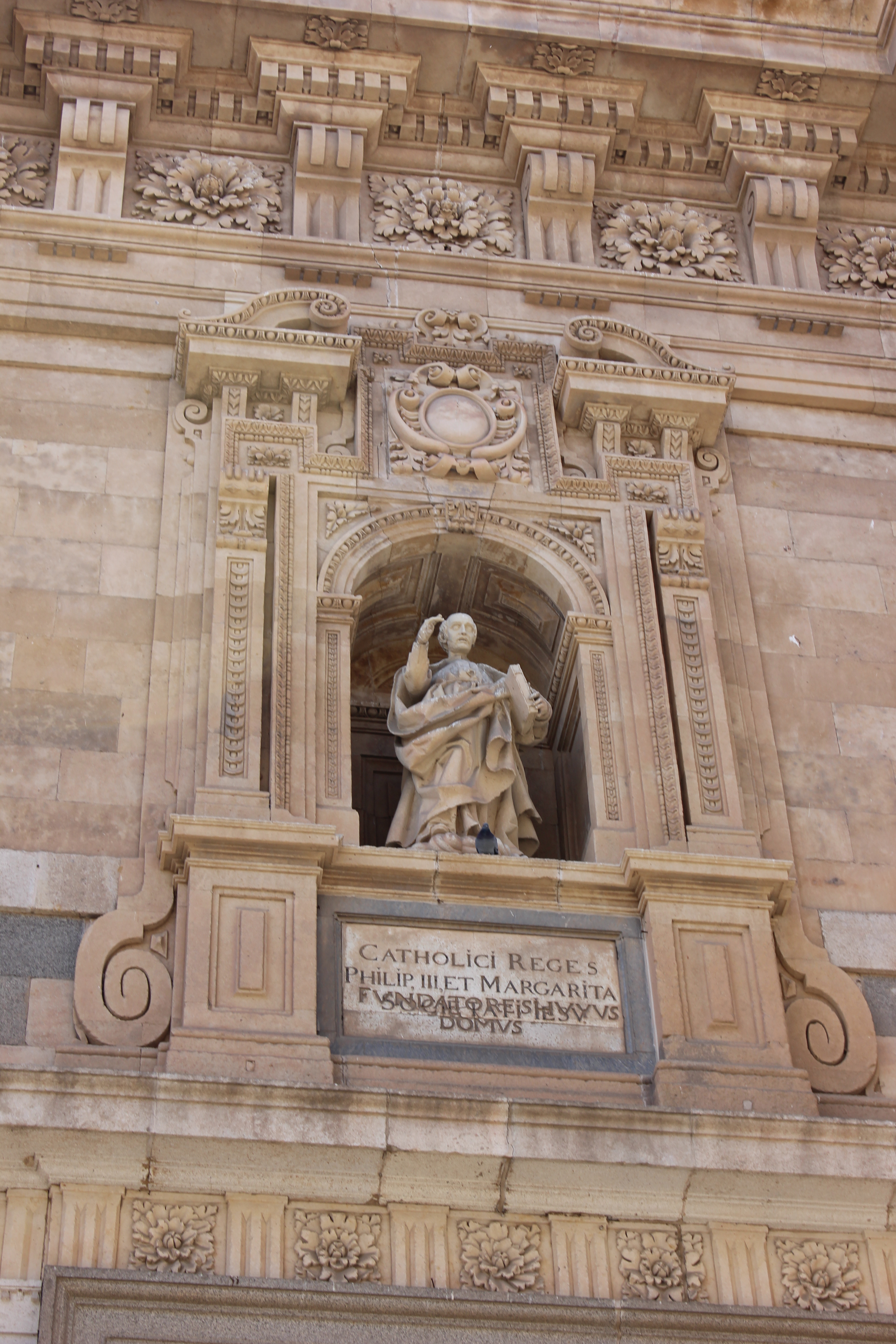
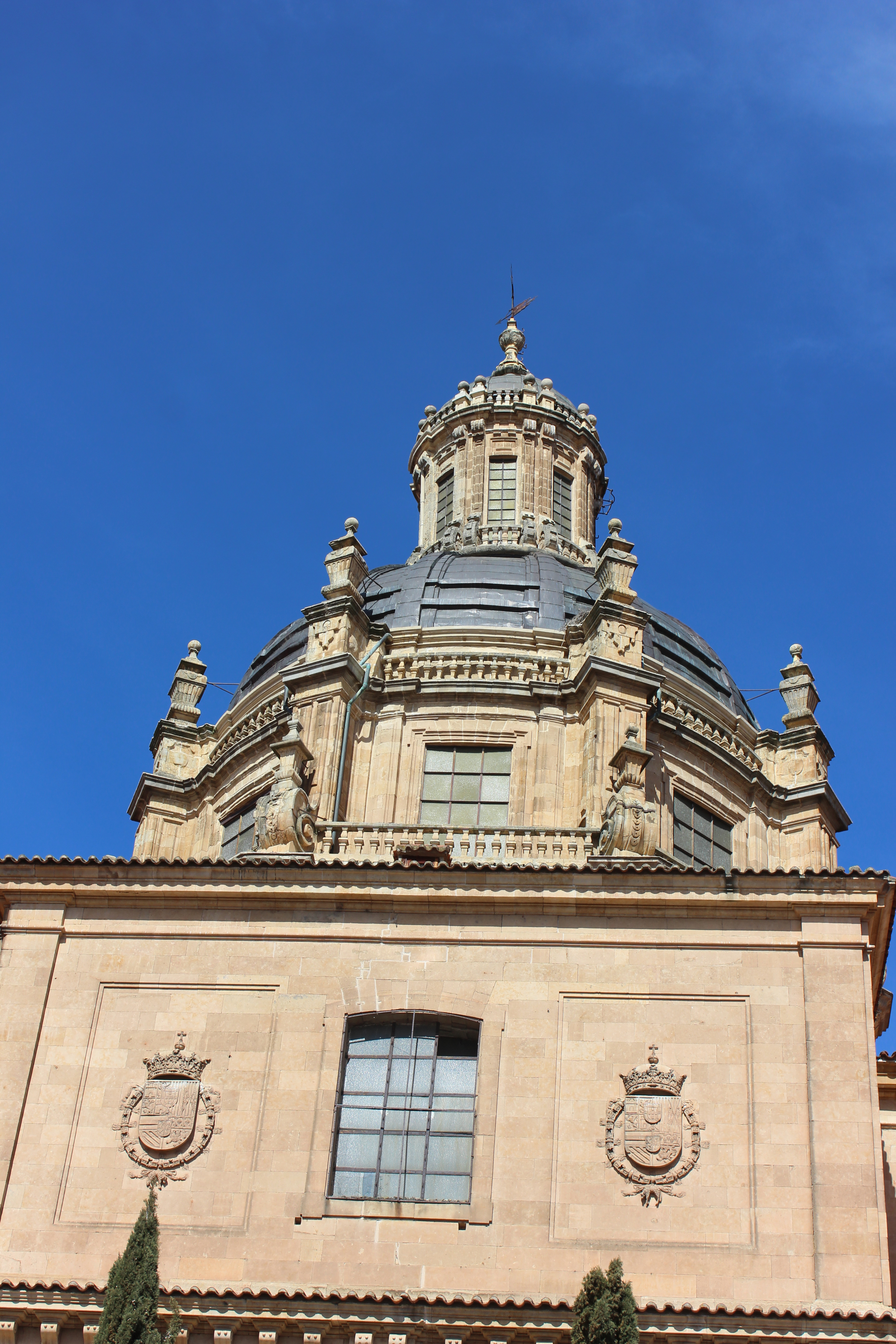
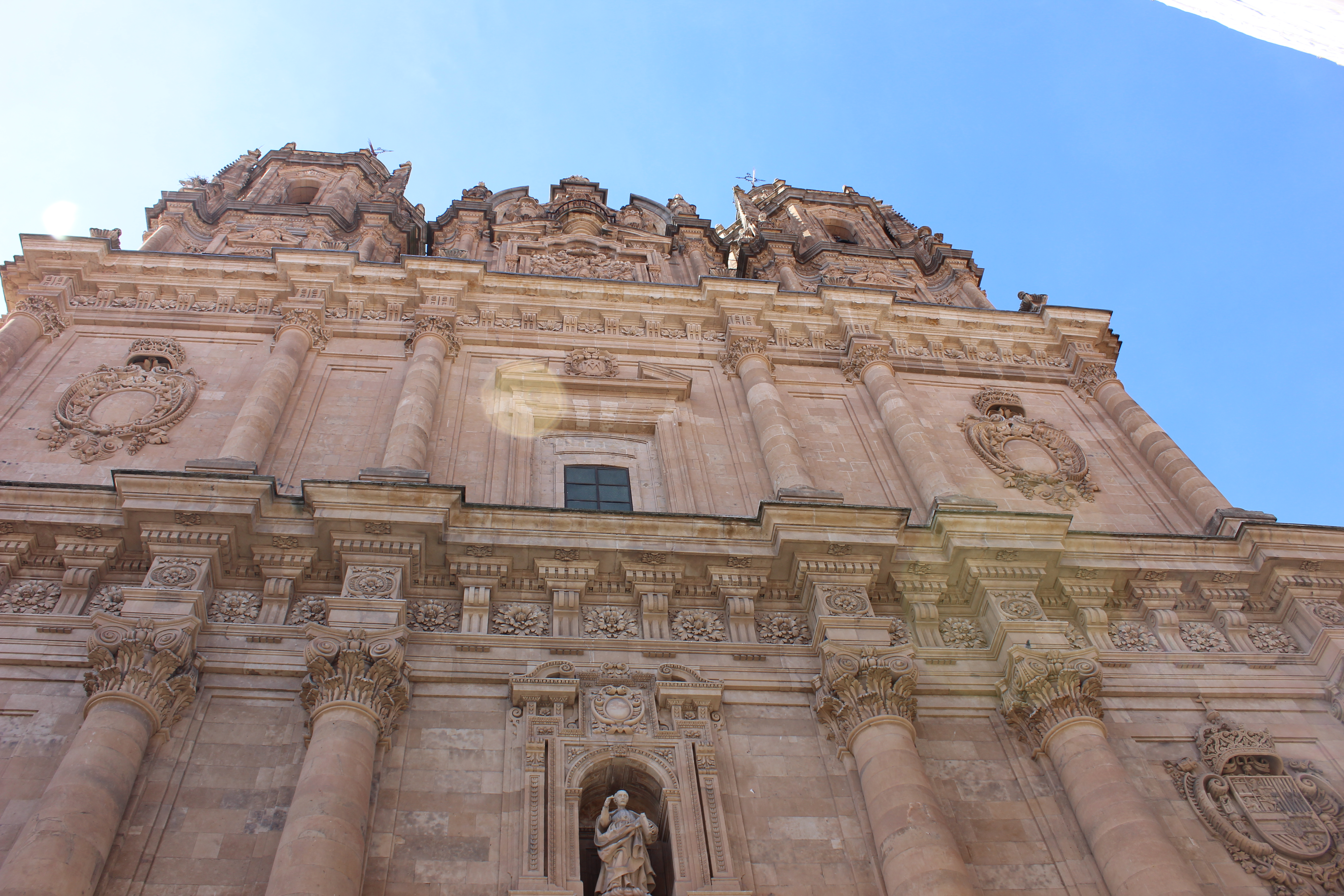
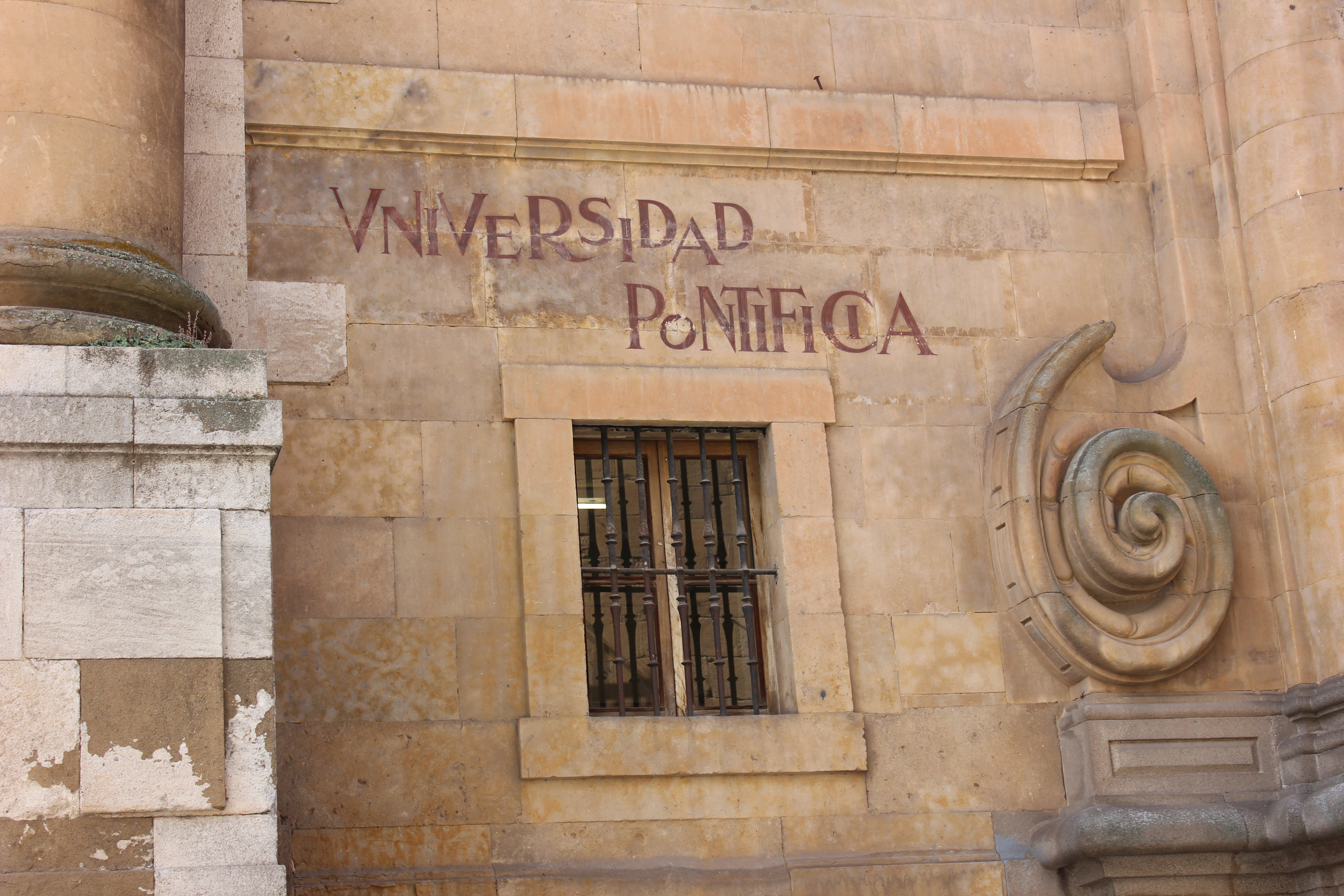
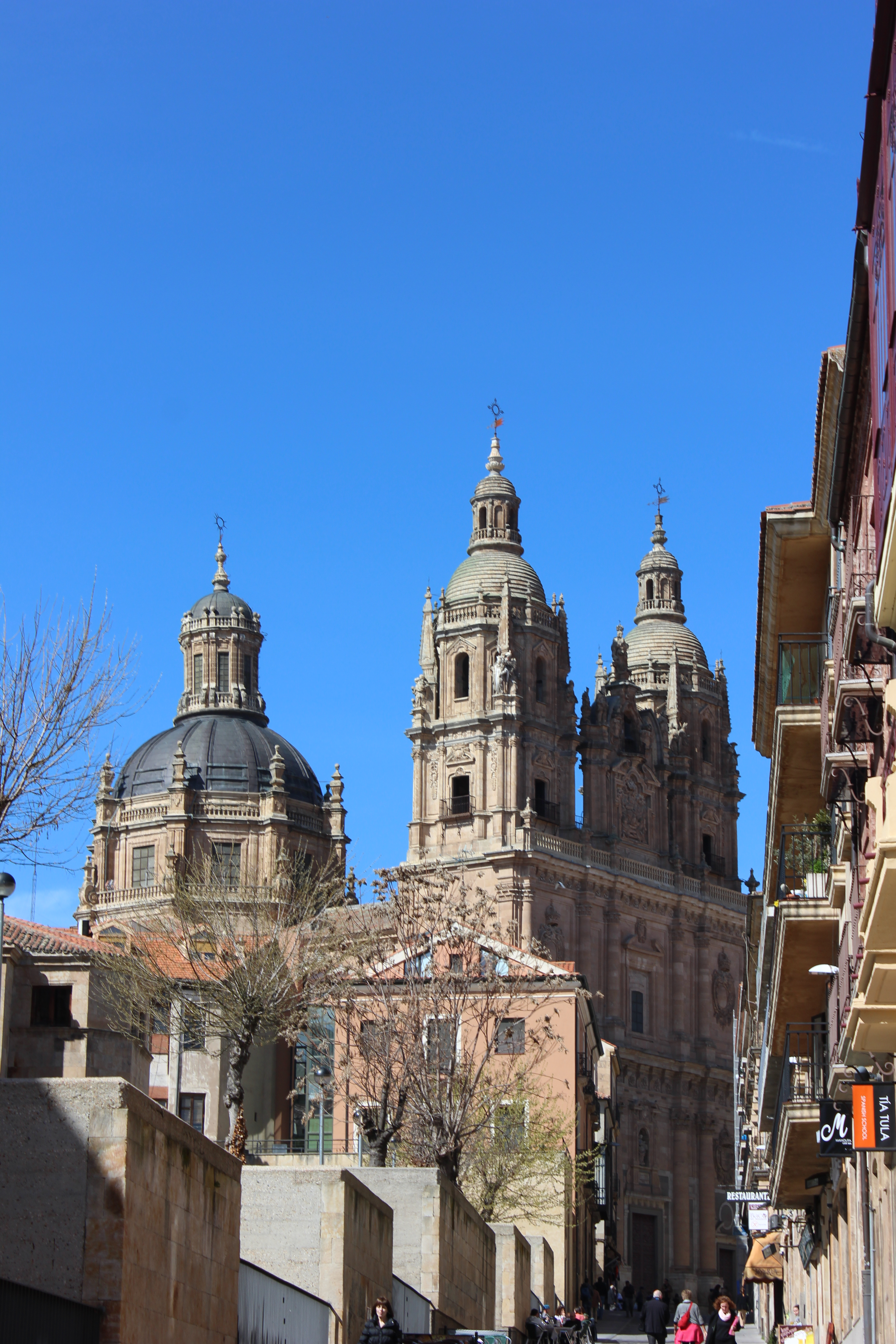